# Dinastia ângela
A dinastia Ângelo (Angeloi em grego) de imperadores governou de 1185 até 1204 o Império Bizantino. Sucedeu à dinastia Comneno. Os ângelos eram uma família nobre. 
Neste período o fato mais significativo foi a Segunda Cruzada (1191), na qual foi conquistado São João de Acre. Durante a Quarta Cruzada (1204) os latinos, em lugar de se dirigirem à Terra Santa, invadiram e saquearam Constantinopla, depondo o último imperador ângelo. 
| Imperador          | Reinado               | Notas                                                                                     |
| Dinastia dos Ducas | Dinastia dos Ducas    | Dinastia dos Ducas                                                                        |
| ------------------ | --------------------- | ----------------------------------------------------------------------------------------- |
| Isaac II Ângelo    | 1185-1195 e 1203-1204 | Tataraneto de Aleixo I, destronou Andrônico, e foi pela sua vez destituído pelo seu irmão |
| Aleixo III Ângelo  | 1195-1203             | Irmão de Isaac II, a quem destronou                                                       |
| Aleixo IV Ângelo   | 1203-1204             | Filho de Isaac II, sendo ambos destituídos pelos cruzados.                                |
| Nicolau I Canabos  | 1204                  | Imperador por onze dias, estrangulado em Santa Sofia.                                     |
| Aleixo V Ducas     | 1204                  | Casou-se com Eudóxia, filha de Aleixo III                                                 |